# 野餐

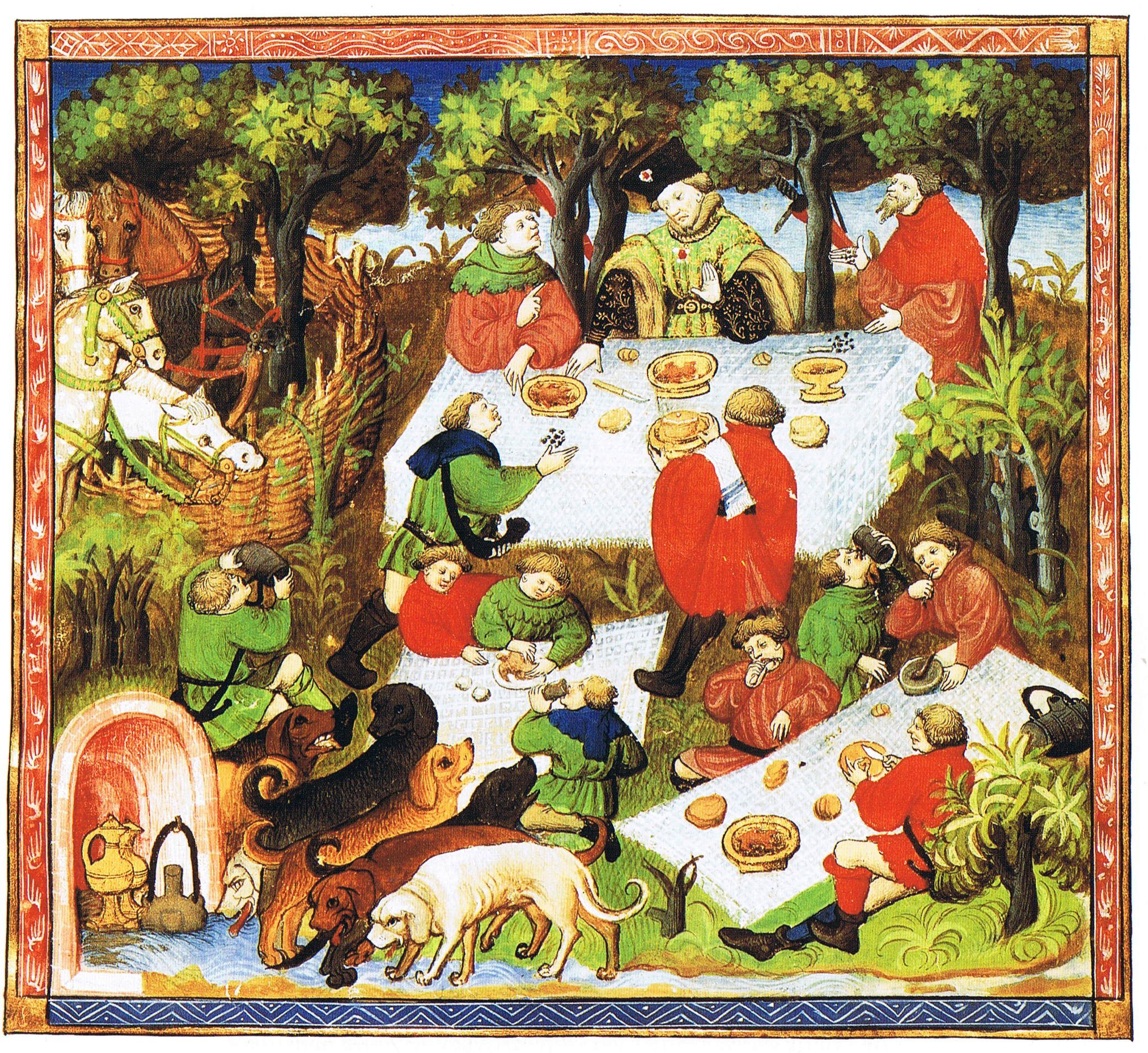
一幅描繪15世紀法國野餐的插圖

野餐指在自然環境中吃事先準備好的食物，是一種休閒活動，常是郊遊或露營活動的一環。烤肉或野炊一般不視為野餐。

## 起源
現代意義的野餐源自歐洲上流社會，在法國大革命後向下傳播。

## 形式
野餐通常席地而坐，用一塊可容納數人的布墊在地上，或是用公園的室外桌椅。法語 pique-nique 原本的意思是每個參與者貢獻一些食物，現代野餐常常仍遵循此傳統。野餐的地點除了野外，也可以選在公園。

## 食物
野餐的食物需事先做好，為了方便食用，通常以容易徒手進食的飯團、麵包、三明治、水果等為主，且，根據網路調查，以蛋糕、麵包、餅乾、飯團、麵包、三明治、水果等容易徒手進食的食物為主。